# Mechthild Kellermann
Mechthild Kellermann, geborene Rost (* 7. August 1935 in Berlin), ist eine deutsche Bibliothekarin und Orientalistin.

## Leben
Nach dem Abitur in Berlin-Lichterfelde studierte Mechthild Kellermann, Tochter des evangelischen Theologen Leonhard Rost, vom Sommersemester 1955 bis zum Sommersemester 1957 an der Freien Universität Berlin Orientalistik, Geschichte und Bibliothekswissenschaft. Vom Wintersemester 1957/58 bis zum Sommersemester 1964 setzte sie ihr Studium an der Friedrich-Alexander-Universität Erlangen-Nürnberg fort, wo sie 1965 promovierte. Ihre von dem Orientalisten Jörg Kraemer (1917–1961) angeregte Dissertation wurde von dem Arabisten Wolfdietrich Fischer betreut. Von 1961 bis 1963 verwaltete sie eine Assistentenstelle am Seminar für Orientalische Philologie der Universität Erlangen. Im Jahre 1975 trat sie in den Dienst bei der Universitätsbibliothek Tübingen ein und war dort bis zu ihrem Eintritt in den Ruhestand 2000 als Fachreferentin in der Orientabteilung tätig.

## Schriften
- (Mitübesetzerin): F. F. Bruce / Die Handschriftenfunde am Toten Meer. Nach dem heutigen Stand der Forschung. Kaiser, München 1957.

- (Übersetzerin): Martinus Adrianus Beek / An Babels Strömen Hauptereignisse aus der Kulturgeschichte Mesopotamiens in der alttestamentlichen Zeit. Claudius-Verlag, München 1959.
- (Übersetzerin): Theodorus P. van Baaren / Menschen wie wir. Religion und Kult der schriftlosen Völker. Mohn, Gütersloh 1964.

- Ein pseudoaristotelischer Traktat über die Tugend. Edition und Übersetzung der arabischen Fassungen des Abū Qurra und des Ibn aṭ-Ṭayyib. Dissertation Universität Erlangen-Nürnberg 1965.
- Islamischer Bucheinband. In: Bücher im Wandel der Zeiten. 500 Jahre Eberhard-Karls-Universität Tübingen 1477–1977; eine Ausstellung aus den Beständen der Universitätsbibliothek Tübingen (= Ausstellungskataloge der Universität Tübingen, Bd. 6). Universitätsbibliothek Tübingen 1977, S. 29–35.
- (Mitverfasserin): Die Stadt im Alten Testament. In: Zeitschrift des Deutschen Palästina-Vereins, Bd. 97 (1981), S. 129–138.
- Die biblischen Sprachen. In: Eugen Sitarz (Hrsg.): Welt aus der die Bibel kommt. Biblische Hilfswissenschaften (= Biblische Basisbücher, Bd. 2). Verlag Kath. Bibelwerk, Stuttgart 1982, S. 197–257, ISBN 3-7666-9172-4.
- „Wenn ihr nun eines von diesen Büchern braucht, so laßt es euch holen“ (2. Makk. 2,15). Eine antike Aufforderung zur Fernleihe. In: Zeitschrift des Deutschen Palästina-Vereins, Bd. 98 (1982), S. 104–109.
- (Mitarb.): Palästina, Israelitisches Siedlungsgebiet und Davidisches Großreich (= Tübinger Atlas des Vorderen Orients, B, 4, 5). Reichert, Wiesbaden 1985, ISBN 3-88226-700-3.
- Erschließung: Ansetzug – Umschrift – Sprachkompetenz. In: Tübinger Bibliotheksinformationen (Sonderheft „Die Tübinger Sondersammelgebiete“), Juni 1996, S. 12–16.
- (mit Eva Raffel): Futhark, Ge`ez und andere Rätsel. Das Stammbuch des Äthiopisten Hiob Ludolf. In: Studia neophilologia, Bd. 88 (2016), S. 190–204.